# 14 de septiembre
El 14 de septiembre es el 257.º (ducentésimo quincuagésimo séptimo) día del año —el 258.º (ducentésimo quincuagésimo octavo) en los años bisiestos— en el calendario gregoriano. Quedan 108 días para finalizar el año.

## Acontecimientos
- 81: en Roma, Domiciano se convierte en emperador del Imperio romano al morir su hermano Tito.
- 458: en Antioquía (Turquía) un terremoto de magnitud 6,5 en la escala sismológica de Richter deja un saldo de 80.000 víctimas.
- 786: Harún al-Rashid se convierte en el califa abásida al morir su hermano al-Hadi.
- 799 (11/8/18 según el calendario Enryaku): en la costa de la prefectura de Ibaraki (Japón) se registra un tsunami (no se menciona el terremoto causante).
- 1099 (27/8/1 según el calendario Kowa): en Kawachi (Japón) se registra un terremoto.
- 1180: en Japón se libra la batalla de Ishibashiyama.
- 1224: en el Monte della Verna (Italia) Francisco de Asís dice haber recibido los estigmas de Cristo.
- 1262: en España, Alfonso X el Sabio conquista la ciudad de Cádiz, hasta entonces bajo dominio andalusí.
- 1264: en España, Alfonso X el Sabio conquista la importante fortaleza musulmana de Sanlúcar de Barrameda (Cádiz).
- 1334: en Hebei (China) sucede un terremoto con «muchos muertos».
- 1454: en Basilea (Suiza), a las 23:00 hora local sucede un terremoto con «algunos muertos».
- 1485: En la Catedral de Zaragoza (España), se lleva a cabo un atentado contra el inquisidor del Reino de Aragón Pedro de Arbués, perpetrado por un grupo de judeoconversos. El crimen de Arbués suscitó gran indignación en el reino, desatándose una feroz represión contra los judíos y judeoconversos.
- 1494: en Baoshan (provincia de Yunnan, China)  sucede un terremoto con «muchos muertos».
- 1509 (quizá el 10 de septiembre): sobre la costa del Mar de Mármara, cerca de Estambul (Turquía) sucede un terremoto de magnitud comprendida entre 7,2 y 7,4 en la escala sismológica de Richter (y una intensidad de X a XI) y un tsunami, que dejan entre 1000 y 13 000 víctimas fatales.
- 1509: en Regunje (Eslovenia), 45 km al noroeste de Liubliana sucede un terremoto con una intensidad de X.
- 1671: en Lima se celebra la primera misa en honor del Señor de los Milagros.
- 1735: a 80 km de la actual Capital Federal se funda la ciudad de Capilla del Señor, siendo está considerada como "Primer pueblo histórico".
- 1752: el Imperio británico adopta el calendario gregoriano, saltando 11 días (el día anterior fue el 2 de septiembre).
- 1771: en Buenos Aires (Virreinato del Río de la Plata) se designa el primer cartero.
- 1810: en la ciudad de Cochabamba (actual Bolivia), se registra el levantamiento libertario contra la Corona española, encabezado por el coronel Francisco del Rivero y el caudillo Esteban Arze.
- 1812: comienza el gran incendio de Moscú durante la Invasión napoleónica de Rusia.
- 1813: en México, José María Morelos y Pavón escribe el documento Sentimientos de la Nación.
- 1814: en los Estados Unidos, Francis Scott Key escribe la canción The Star-Spangled Banner.
- 1823: en Jódar Jaén, Rafael de Riego es derrotado en la batalla de Jódar contra las tropas francesas de los Cien Mil Hijos de San Luis.
- 1824: en México, la provincia de Chiapas se anexa al Pacto Federal.
- 1829: los imperios ruso y otomano firman el Tratado de Edirne o Adrianópolis, por el que se pone paz a la guerra (1828-1829).
- 1847: en el marco de la Intervención estadounidense en México, Winfield Scott captura la Ciudad de México.

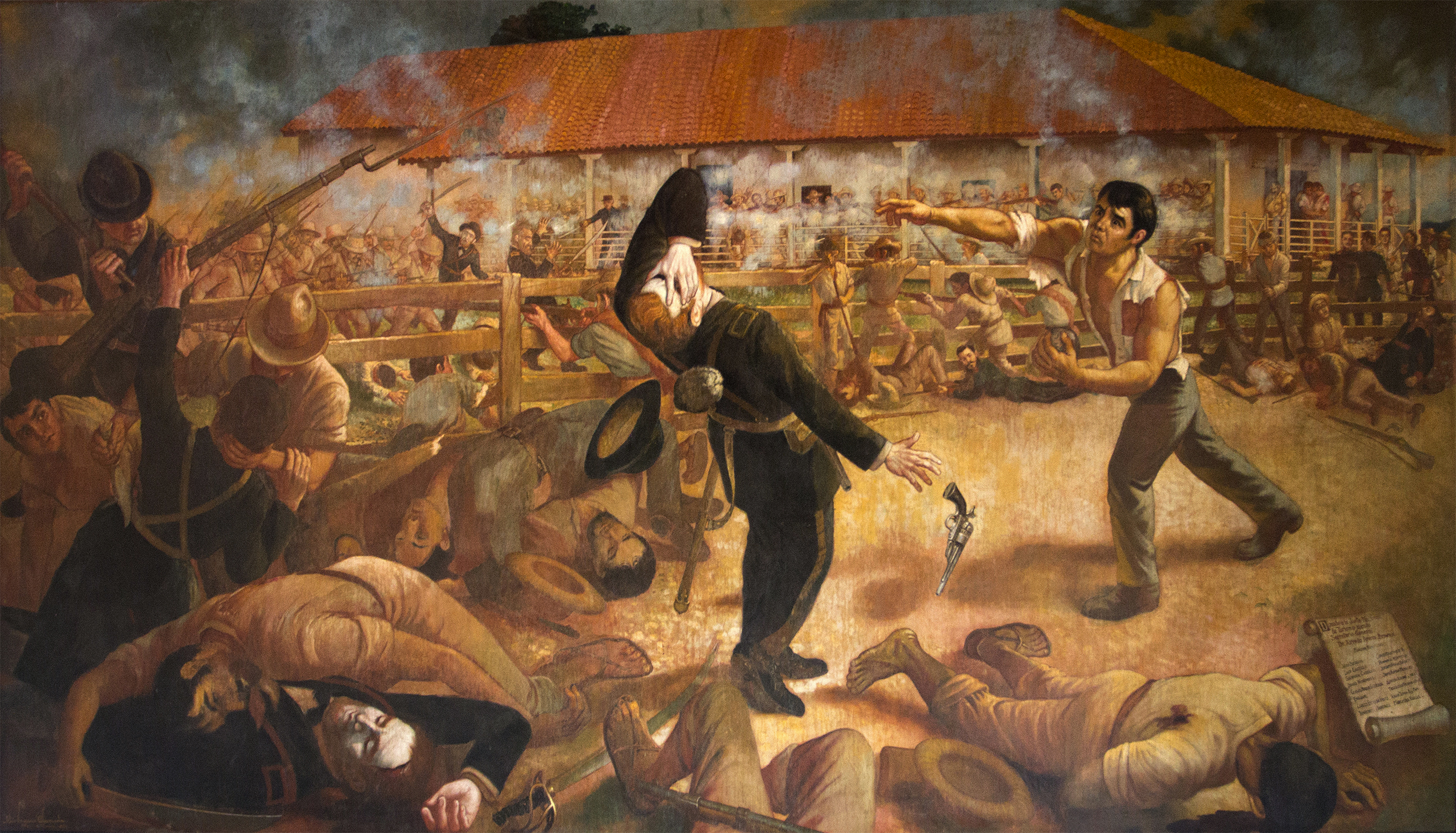
La pedrada de Andrés Castro, cuadro del pintor chileno Luis Vergara Ahumada, en 1964, acerca de la batalla de San Jacinto (1856).

- 1856: cerca de Tipitapa (Nicaragua), en la hacienda San Jacinto 160 efectivos del Ejército del Septentrión al mando del coronel José Dolores Estrada Vado vencen a 300 filibusteros estadounidenses en la batalla de San Jacinto. Sucede la «pedrada de Andrés Castro».
- 1886: se inventa la cinta de la máquina de escribir.
- 1890: en la revista italiana Il Sécolo Illustrato della Doménica se publica el segundo crucigrama del mundo (el primero se publicó en 1873, en Nueva York). No tuvo ningún éxito, así que no volvió a publicarse ninguna nueva versión.[1]
- 1901: en Estados Unidos, Theodore Roosevelt asume la presidencia tras el asesinato de William McKinley.
- 1910: en Uruguay se funda el Sporting Club Uruguay.
- 1911: en el Teatro de la Ópera de Kiev (Imperio ruso) el socialista Dmitri Bogrov tirotea al primer ministro Piotr Stolypin, quien fallece cuatro días después.
- 1917: Rusia se proclama oficialmente república.
- 1923: en España, Miguel Primo de Rivera se convierte en dictador.
- 1923: en los Estados Unidos, en la llamada «Pelea del siglo», el boxeador argentino Luis Ángel Firpo lanza al campeón estadounidense Jack Dempsey fuera del ring durante 17 segundos, pero el árbitro no lo considera nocaut.
- 1925: en Bolivia inicia sus actividades la empresa aérea Lloyd Aéreo Boliviano.
- 1927: en la ciudad de Niza (Francia) fallece en inusual accidente ―ahorcada por su largo pañuelo enredado en un neumático―, la bailarina estadounidense Isadora Duncan.
- 1930: en Alemania, el partido nazi obtiene el 18 % de los votos y 107 asientos en el Reichstag (se convierte en el segundo partido del país).
- 1933: en Managua (Nicaragua) el arzobispo José Antonio Lezcano y Ortega entrega las cenizas del héroe nacional José Dolores Estrada Vado a funcionarios del Distrito Nacional para depositarlas en la cripta de la Catedral, actual Antigua Catedral de Managua, en el 77 aniversario de la batalla de San Jacinto.
- 1936: en Alemania, el Gobierno promulga el plan cuatrienal para prepararse para la guerra.
- 1937: en Ginebra, Suiza, el presidente del gobierno de la República Española Juan Negrín pronuncia un discurso ante la Sociedad de Naciones, denunciando la intervención de Italia y Alemania en la Guerra civil española en favor del bando sublevado.
- 1944: en el marco de la Segunda Guerra Mundial, la ciudad de Maastricht se convierte en la primera ciudad neerlandesa que es liberada por las fuerzas aliadas.
- 1944: los marines estadounidenses desembarcan en la isla de Peleliu.
- 1954: sobre el polígono de Tótskoye (unos 1050 km al este de Moscú) un bombardero soviético Tu-4 deja caer desde 8000 m de altura una bomba atómica de 40 kilotones, que estalla a 350 m. En el experimento quedan expuestas unas 45.000 personas (militares y civiles).
- 1956: en Nicaragua, el dictador Anastasio Somoza García celebra con un acto público el Centenario de la batalla de San Jacinto en la hacienda de este nombre y se inaugura la estatua de Andrés Castro, hecha por Edith Gron, a la entrada del lugar, por estudiantes del Instituto Nacional Central Ramírez Goyena.
- 1957: en el Área T3b del Sitio de pruebas atómicas de Nevada (a unos 100 km al noroeste de la ciudad de Las Vegas), a las 8:44 (hora local), Estados Unidos detona a 150 m bajo tierra su bomba atómica Fizeau, de 11 kilotones. Es la bomba nro. 112 de las 1132 que Estados Unidos detonó entre 1945 y 1992.
- 1958: en Alemania, dos cohetes diseñados por el ingeniero Ernst Mohr (los primeros cohetes alemanes de posguerra) alcanzan la estratósfera.
- 1959: la sonda soviética Luna 2 se estrella contra la Luna y se convierte en el primer objeto hecho por el hombre que la alcanza.
- 1960: en Bagdad (Irak) se funda la OPEP, entidad que agrupa a los países exportadores de petróleo.
- 1962: en el área de pruebas atómicas de Nevada, a las 9:10 (hora local), Estados Unidos detona a 217 m bajo tierra su bomba atómica Hyrax, de 5 kilotones. Es la bomba nro. 287 de las 1132 que Estados Unidos detonó entre 1945 y 1992.
- 1964: se abre el tercer ciclo del Concilio Vaticano II.
- 1965: se abre el cuarto y último ciclo del Concilio Vaticano II.
- 1968: la Unión Soviética lanza la sonda lunar Zond 5.
- 1968: en San Miguel Canoa (México), la población lincha a cinco trabajadores de la Benemérita Universidad Autónoma de Puebla. En 1975 se realizará la película Canoa: memoria de un hecho vergonzoso, que recontará los hechos.
- 1974: se descubre Leda, un satélite de Júpiter, por Charles Thomas Kowal.
- 1975: el papa Pablo VI canoniza a Elizabeth Ann Seton, la primera santa estadounidense.
- 1977: Paro Cívico Colombiano, con manifestaciones y huelgas en las carreteras del territorio junto a las principales ciudades del país, dejando un saldo de 33 muertos, cerca de 3000 heridos y miles de detenidos.
- 1978: la Unión Soviética lanza la sonda espacial Venera 12 con destino a Venus.
- 1981: en Ciudad del Vaticano, Juan Pablo II publica su tercera encíclica: Laborem exercens.
- 1982: un cristiano maronita asesina a Bachir Gemayel (presidente electo de Líbano).
- 1984: en Buenos Aires (Argentina), tres jóvenes drogadictos entran al departamento del dibujante e historietista Lino Palacio (de 80 años de edad) para robarle, y lo asesinan a él y a su esposa.
- 1984: Joe Kittinger se convierte en la primera persona que cruza solo el océano Atlántico en un globo de aire caliente.
- 1984: presentación del Renault Supercinco en el Palacio del Eliseo con el presidente francés François Miterrand.
- 1988: el huracán Gilberto afecta la península de Yucatán (México) con vientos sostenidos de 295 km/h y rachas de 350 km/h, dejando una estela de destrucción a su paso.
- 1989: en un pozo artificial a 260 m bajo tierra, en el Área U12p.03 del Sitio de pruebas atómicas de Nevada (a unos 100 km al noroeste de la ciudad de Las Vegas), a las 7:00 (hora local), Estados Unidos detona su bomba atómica Disko Elm, de 10 kilotones. Es la bomba n.º 1098 de las 1132 que Estados Unidos detonó entre 1945 y 1992.
- 1995: en México, 5 días antes del décimo aniversario del Terremoto de México de 1985, un sismo de magnitud 7,3 en la escala de Richter azota la Ciudad de México. El epicentro tuvo lugar 29 km al noroeste de Ometepec (Guerrero), lo cual generaría la primera alerta sísmica para una ciudad del mundo.
- 1998: las compañías de telecomunicaciones MCI Communications y WorldCom se unen 37 000 millones de dólares estadounidenses y forman MCI WorldCom.
- 1998: el papa Juan Pablo II publica la encíclica Fides et Ratio acerca de las relaciones entre la fe y la razón.
- 1999: Kiribati, Nauru y Tonga se unen a las Naciones Unidas.
- 1999: se lanza al mercado el álbum Amarte es un placer, del cantante mexicano Luis Miguel.
- 2000: en los Estados Unidos sale al mercado el sistema operativo Windows ME.
- 2000: Juan Antonio Samaranch deja la presidencia del COI después de 20 años.
- 2000: en el Perú, se presenta públicamente el primer Vladivideo en donde aparece el asesor presidencial Vladimiro Montesinos sobornando a un congresista de la oposición. Se destapan así los diez años de corrupción de alto nivel que había mantenido en el poder al presidente Alberto Fujimori. En unas semanas el escándalo desembocará en la renuncia, desde Japón, del presidente.

- 2001: en Japón, se pone a la venta la Nintendo GameCube
- 2002: Tim Montgomery bate el récord del mundo de 100 metros con 9,78 segundos.
- 2002: en Milán, el cardenal Dionigi Tettamanzi toma posesión de la archidiócesis de esa ciudad.
- 2003: Estonia aprueba por referéndum su integración en la Unión Europea.
- 2004: el cantante y compositor mexicano Reyli Barba lanza al mercado su álbum debut como solista titulado En la luna.
- 2004: se publica el disco Funeral de la banda Arcade Fire.
- 2005: en Bagdad (Irak), una serie de atentados causa 154 muertos y más de 500 heridos, en su mayor parte chiíes. La banda terrorista Al Qaeda se adjudica los atentados.
- 2005: en Italia explota la sede del comando provincial de los carabineros. Muere un policía.

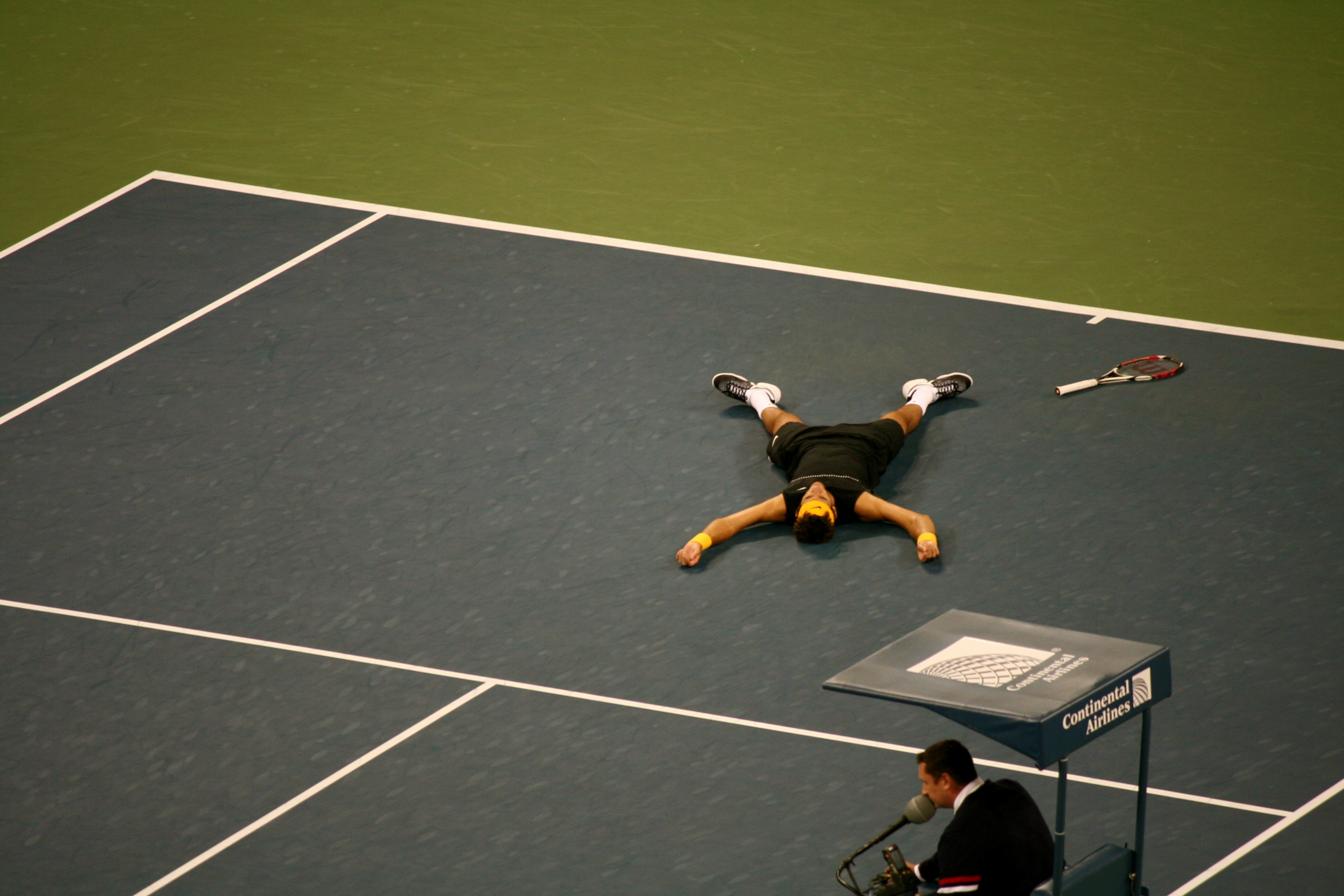
Tras una batalla épica, Del Potro se consagraba campeón del Us Open.

- 2007: comienza a regir en todo el mundo, las disposiciones del motu proprio Summorum Pontificum del papa Benedicto XVI, concerniente a la liberación del uso de los libros litúrgicos anteriores a las reformas que siguieron al Concilio Vaticano II.
- 2007: en Japón se lanza la sonda lunar SELENE (SELenological and ENgineering Explorer).
- 2009: en Estados Unidos, el tenista argentino Juan Martín del Potro derrotó en la final al suizo Roger Federer y se consagró campeón del Us Open, siendo este su primer y único título Grand-Slam
- .2009: en Chile se escoge la norma de televisión digital brasileña ISDB-Tb, adaptación de la norma japonesa.

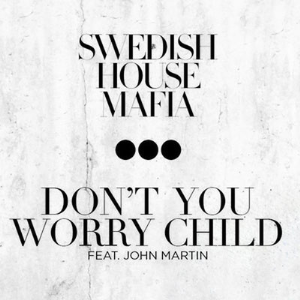
Un clásico electrónico, Don't You Worry Child de SHM.

- 2010: lanzamiento del álbum A Thousand Suns de la banda estadounidense de rock Linkin Park.
- 2010: se emite el último episodio de la serie animada K-ON!.
- 2012: se estrenó mundialmente la aclamada Don't You Worry Child de Swedish House Mafia. Considerada un himno de la música electrónica y una de las mejores canciones de todos los tiempos.
- 2014: en Indonesia, durante el paso del huracán Odile, mueren 14 personas en una embarcación entre las Islas Célebes y las Islas Molucas.[2]
- 2015: primera observación directa de una onda gravitacional por el experimento LIGO.
- 2017: en Singapur, Halimah Yacob asume la presidencia y se convierte en la primera mujer jefe de Estado en ese país.

## Nacimientos
- 1169: Alejo II Comneno, emperador bizantino (f. 1183).
- 1486: Enrique Cornelio Agripa de Nettesheim, filósofo alemán (f. 1535).

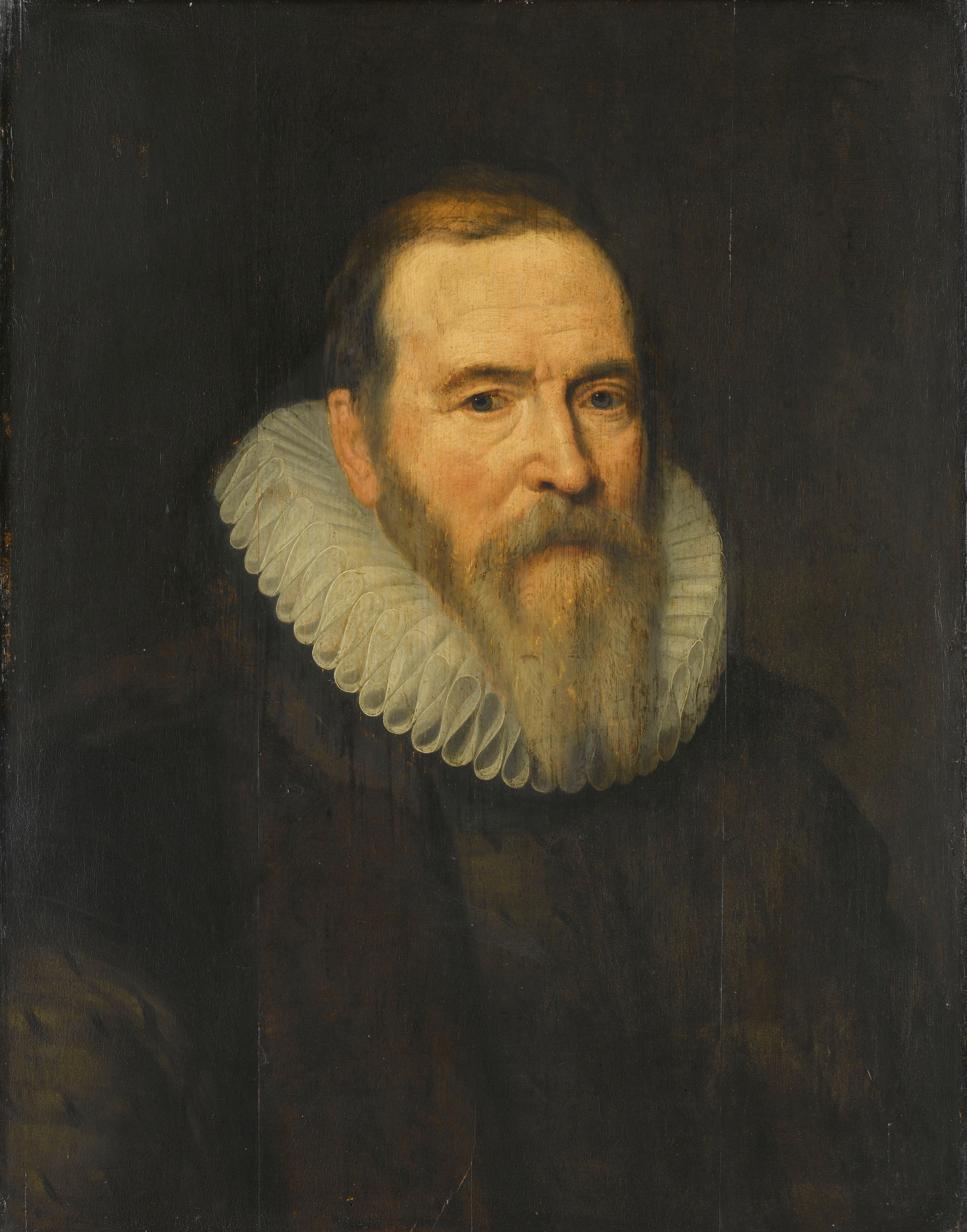
Johan van Oldenbarnevelt.

- 1547: Johan van Oldenbarnevelt, estadista neerlandés (f. 1619).
- 1580: Francisco de Quevedo, escritor español (f. 1645).
- 1618: Peter Lely, pintor británico (f. 1680).
- 1632: Francisco Jacinto de Saboya, aristócrata francés (f. 1638).
- 1737: Michael Haydn, compositor austriaco (f. 1806).
- 1748: Joseph Collyer, grabador inglés (f. 1827).
- 1760: Luigi Cherubini, músico y compositor italiano (f. 1842).

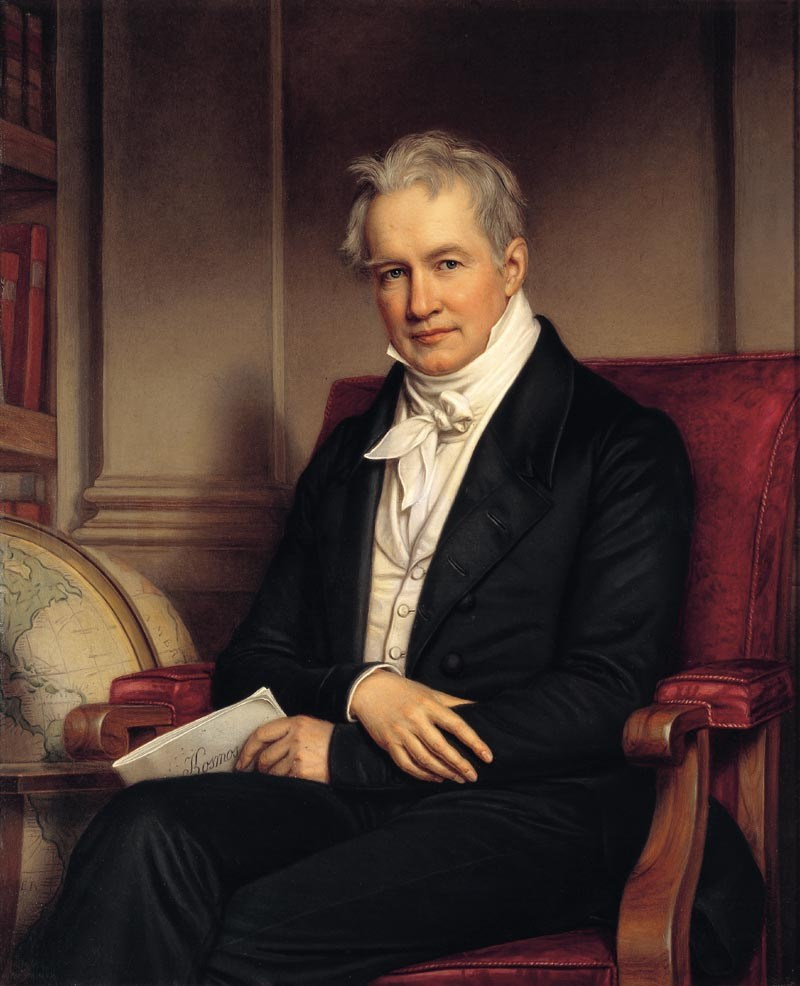
Alexander von Humboldt.

- 1769: Alexander von Humboldt, naturalista y geógrafo alemán (f. 1859).
- 1774: William Bentinck, político británico (f. 1839).
- 1804: John Gould, naturalista y ornitólogo británico (f. 1881).
- 1808: Rodolfo Amando Philippi, naturalista alemán (f. 1904).
- 1831: Benjamín Victorica, abogado y militar argentino (f. 1913).
- 1846: Joaquín Costa, político español (f. 1911).
- 1850: Indalecio Gómez, jurista, político y diplomático argentino (f. 1920).
- 1851: Octave Uzanne, escritor y periodista francés (f. 1931).

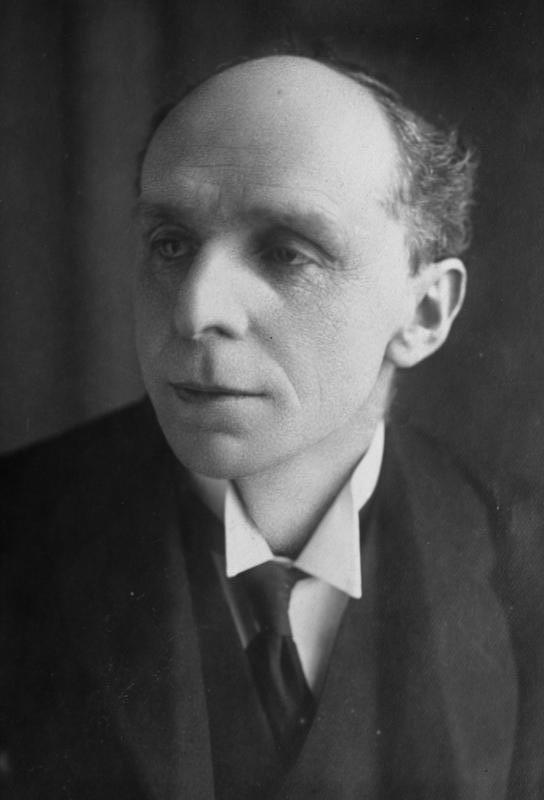
Robert Cecil.

- 1864: Robert Cecil, político y diplomático británico, premio Nobel de la Paz en 1937 (f. 1958).
- 1870: Vicente Lecuna, historiador y banquero venezolano (f. 1954).
- 1879: Margaret Sanger, feminista estadounidense (f. 1966).
- 1880: Archie Hahn, atleta estadounidense (f. 1955).
- 1880: John Halliday, actor estadounidense (f. 1947).
- 1885: María Grever, compositora mexicana (f. 1951).
- 1886: Erich Hoepner, militar alemán (f. 1944).
- 1889: María Heredia Lecaro, supercentenaria ecuatoriana (f. 2006).
- 1891: Iván Matveyevich Vinogradov, matemático ruso (f. 1983).
- 1895: Ezequiel Martínez Estrada, escritor argentino (f. 1964).
- 1897: Eduardo Blanco Amor, escritor y periodista español (f. 1979).
- 1904: Dhimiter Çani, escultor albanés (f. 1990).
- 1909: Peter Scott, ornitólogo, conservacionista y pintor británico (f. 1989).
- 1910: Jack Hawkins, actor británico (f. 1973).
- 1910: Rolf Liebermann, director de orquesta y compositor suizo (f. 1999).
- 1910: Daniel Tinayre, cineasta argentino (f. 1994).
- 1911: Leslie Graham, piloto de motociclismo británico (f. 1953).
- 1913: Jacobo Árbenz Guzmán, presidente guatemalteco (f. 1971).
- 1913: Severino Varela, futbolista uruguayo (f. 1995).
- 1914: Clayton Moore, actor estadounidense (f. 1999).
- 1915: John Dobson, astrónomo británico, divulgador de la astronomía amateur, inventor del telescopio Dobson (f. 2014).
- 1917: Ettore Sottsass, arquitecto y diseñador italiano (f. 2007).
- 1918: Georges Berger, piloto de automovilismo belga (f. 1967).
- 1920: Mario Benedetti, escritor uruguayo (f. 2009).
- 1920: Alberto Calderón, matemático argentino (f. 1998).
- 1920: Lawrence Klein, economista estadounidense (f. 2013).
- 1921: Darío Vittori, actor italiano-argentino (f. 2001).
- 1923: Fabián Estapé, economista español (f. 2012).
- 1926: Miguel Brascó, escritor y periodista argentino (f. 2014).
- 1926: Michel Butor, escritor francés (f. 2016).
- 1926: Carmen Franco y Polo, personalidad española, hija del dictador Francisco Franco (f. 2017).
- 1928: Humberto Maturana, biólogo, filósofo y escritor chileno (f. 2021).
- 1929: Larry Collins, escritor y periodista estadounidense (f. 2005).
- 1930: Allan Bloom, filósofo estadounidense (f. 1992).
- 1931: Horace Lannes, vestuarista y modisto argentino (f. 2025).
- 1933: Harve Presnell, actor estadounidense (f. 2009).
- 1933: Vinicio Franco, cantante dominicano (f. 2020).
- 1934: Sarah Kofman, filósofa francesa (f. 1994).
- 1934: Fernanda Mistral, actriz argentina.
- 1934: Kate Millett, escritora, profesora, artista y activista feminista radical estadounidense (f. 2017).
- 1935: Fujio Akatsuka, caricaturista japonés (f. 2008).
- 1936: Walter Koenig, actor estadounidense.
- 1936: Ferid Murad, médico estadounidense, premio Nobel de Medicina en 1998 (f. 2023).
- 1936: Hernán Figueroa Reyes, cantautor argentino (f. 1973).
- 1937: Renzo Piano, arquitecto italiano.
- 1940: Larry Brown, entrenador estadounidense de baloncesto.
- 1940: María Teresa Forero, docente universitaria, escritora, traductora y dramaturga argentina.
- 1941: Santiago Carlos Oves, cineasta argentino (f. 2010).
- 1942: Félix Pons, político español (f. 2010).
- 1943: Rato Tvrdić, baloncestista croata (f. 2024).
- 1944: Marián Farías Gómez, cantante argentina.
- 1945: Claudio Parra, músico, compositor y pianista chileno, fundador del grupo Los Jaivas.
- 1946: Rosa María Maggi, abogada chilena.
- 1947: Sam Neill, actor neozelandés.
- 1947: Philippe Vorbe, futbolista haitiano.
- 1948: Mario Conde, financiero y abogado español.
- 1950: Marita Ballesteros, actriz argentina.
- 1951: Duncan Haldane, físico británico.
- 1952: Amina Lemrini, política marroquí.
- 1952: César Antonio Molina, escritor, traductor, profesor universitario, gestor cultural y político español.
- 1954: Otto Serge, cantante colombiano del vallenato.
- 1955: León XIV, teólogo y matemático estadounidense-peruano, papa de la Iglesia católica desde 2025.
- 1955: Pier Vittorio Tondelli, escritor italiano (f. 1991).
- 1956: Kóstas Karamanlís, político griego, primer ministro de Grecia entre 2004 y 2009.
- 1956: Ray Wilkins, futbolista y entrenador británico (f. 2018).

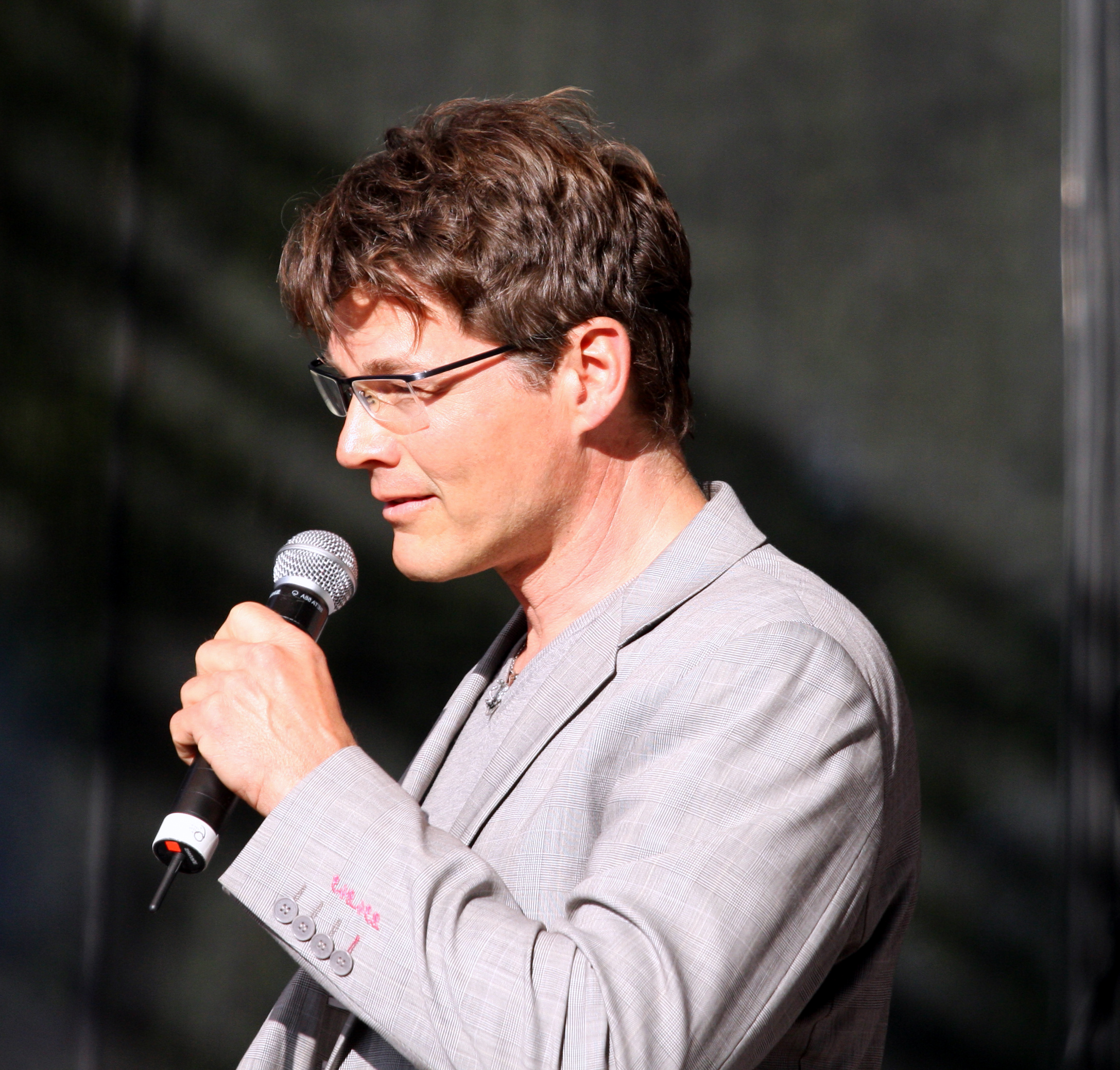
Morten Harket

- 1959: Morten Harket, cantante noruego, de la banda A-ha.
- 1959: Ashlyn Gere, actriz pornográfica estadounidense.
- 1960: Melissa Leo, actriz estadounidense.
- 1960: Callum Keith Rennie, actor canadiense.
- 1965: Mariana Briski, actriz argentina (f. 2014).
- 1965: Dmitri Medvédev, presidente ruso entre 2008 y 2012.
- 1966: Mike Cooley, guitarrista estadounidense.
- 1966: Carlos Fuentealba, maestro argentino asesinado por la policía (f. 2007).
- 1968: Álvaro Morales, actor chileno.
- 1969: Bong Joon-ho, cineasta y guionista surcoreano
- 1970: Francesco Casagrande, ciclista italiano.
- 1970: Kavita Seth, cantante india.
- 1971: Andre Matos, músico, cantante y productor brasileño (f. 2019).
- 1971: Malena Gracia, actriz y modelo española.
- 1971: Kimberly Williams, actriz estadounidense.
- 1972: Sandy MC, cantante y compositor dominicano (f. 2020).
- 1973: Andrew Lincoln, actor británico.
- 1973: Nas, rapero estadounidense.
- 1973: Linvoy Primus, futbolista británico.
- 1973: Rumen Ivanov, futbolista búlgaro (f. 2024).
- 1974: Hicham El Guerrouj, atleta marroquí.
- 1974: Catalina Olcay, actriz chilena.
- 1974: Catalina Pulido, actriz chilena.
- 1974: Raúl Gordillo, futbolista argentino.
- 1976: Agustín Calleri, tenista argentino.
- 1976: Kevin Lyttle, músico sanvicentino.
- 1977: Eneko Atxa, cocinero español.
- 1977: Carlos Rafael Castillo, futbolista guatemalteco.
- 1977: István Ferenczi, futbolista húngaro.
- 1977: Alexsandro de Souza, futbolista brasileño.
- 1977: Michaela Kaniber, política alemana.

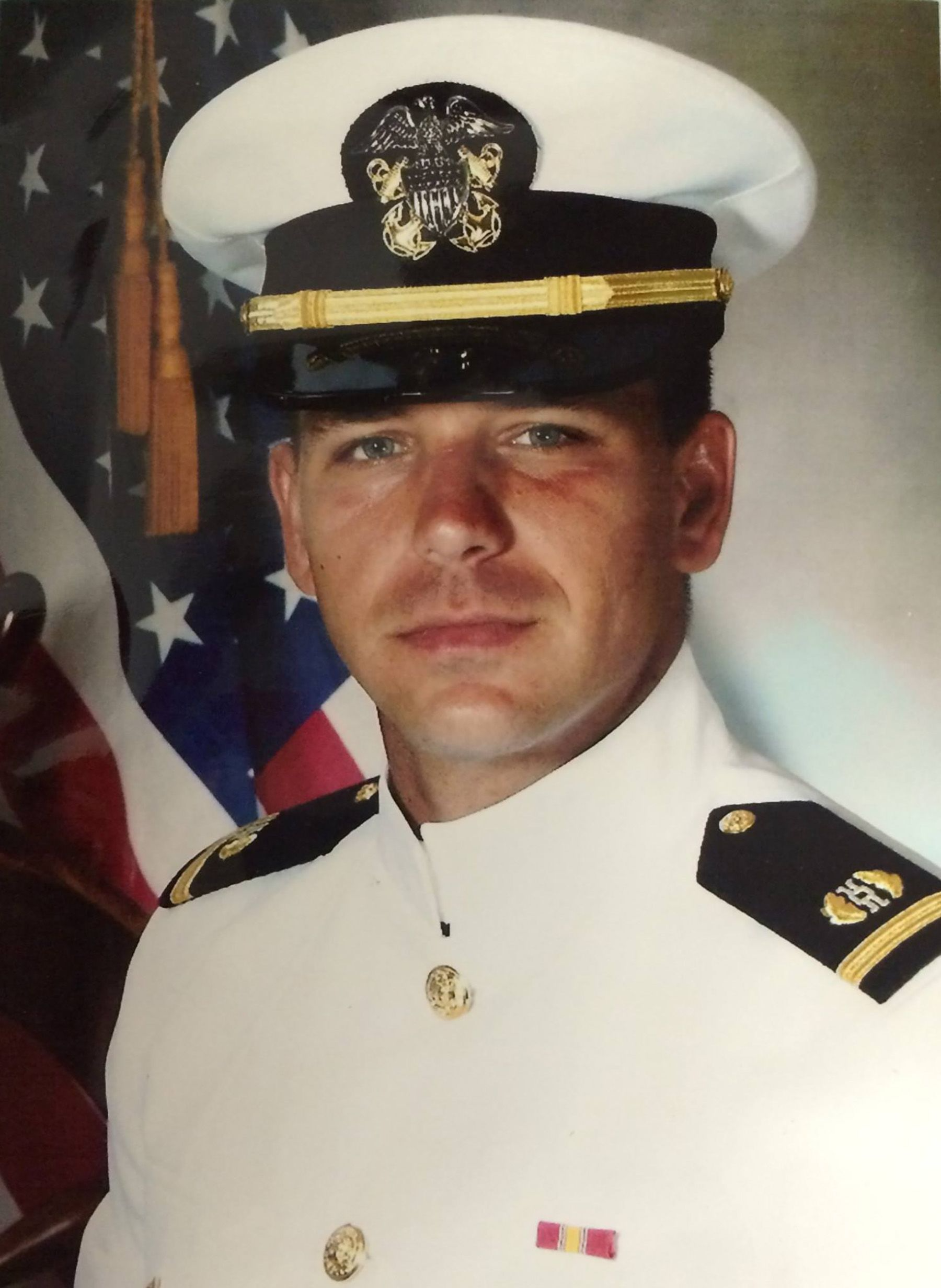
Ron DeSantis

- 1978: Silvia Navarro, actriz mexicana.
- 1978: Carmen Kass, modelo estonia.
- 1978: Ron DeSantis, político estadounidense, Gobernador de Florida desde 2019.
- 1979: Ivica Olić, futbolista croata.
- 1979: Jesse Marunde, atleta estadounidense (f. 2007).
- 1979: Matías Oviedo, actor chileno.
- 1980: Luis Horna, tenista peruano.
- 1980: Pedro Moreno, actor y modelo cubano.
- 1980: Prakriti Maduro, actriz, directora y escritora venezolana.
- 1981: Elisa Zulueta, actriz chilena.
- 1981: Miyavi, músico y cantante japonés.
- 1981: Ashley Roberts, cantante, bailarina y actriz estadounidense, de Pussycat Dolls.
- 1982: Rolando Martínez, presentador y periodista mexicano.
- 1982: Yasumasa Nishino, futbolista japonés.

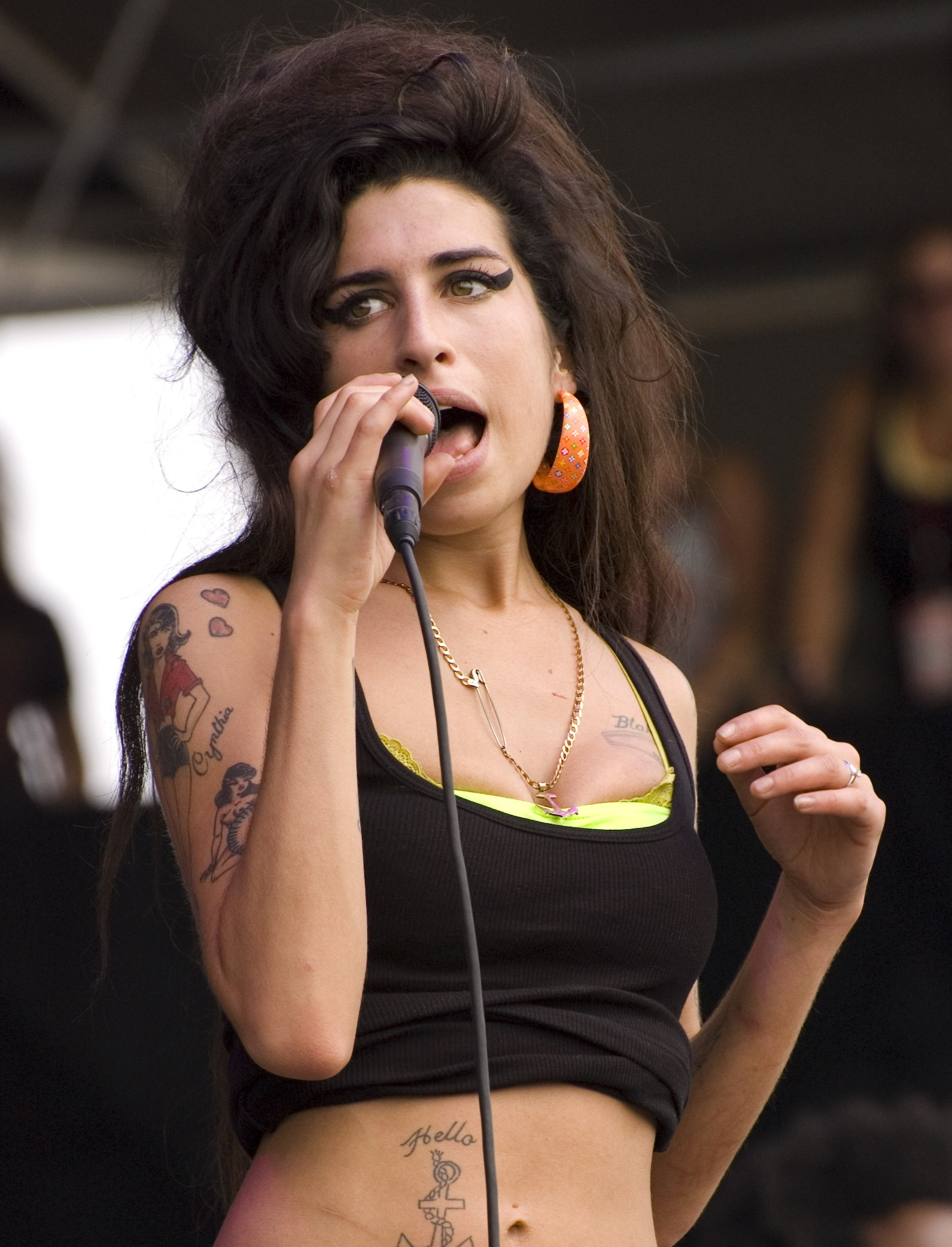
Amy Winehouse

- 1983: Amy Winehouse, cantante y compositora británica (f. 2011).
- 1983: Wilson Tiago, futbolista brasileño.
- 1983: Cristina Hurtado, modelo, presentadora y empresaria colombiana.
- 1983: Mike Muñoz, futbolista estadounidense.
- 1984: André de Vanny, actor australiano.
- 1984: Fernanda Vasconcellos, actriz y modelo brasileña.
- 1984: Adam Lamberg, actor estadounidense.
- 1984: Aymen Mathlouthi, futbolista tunecino.
- 1985: Paolo Gregoletto, bajista estadounidense, de la banda Trivium.
- 1985: Aya Ueto, actriz y cantante japonesa.
- 1985: Alex Clare, cantante y compositor británico.
- 1986: Michelle Jenner, actriz española.
- 1986: Steven Naismith, futbolista escocés.
- 1986: Issei Takayanagi, futbolista japonés.
- 1986: Wataru Hashimoto, futbolista japonés.
- 1986: Go Nishida, futbolista japonés.
- 1986: Ahmad Abdel-Halim, futbolista jordano.
- 1987: Iván Macalik, futbolista argentino.
- 1987: Vítor Hugo Gomes Passos, futbolista portugués.
- 1987: Michael Crabtree, jugador de fútbol americano estadounidense.
- 1988: Shizuka Ishigami, seiyū japonesa.
- 1988: Carlos Indiano, futbolista español.
- 1988: Diogo Salomão, futbolista portugués.
- 1988: Maicon Pereira Roque, futbolista brasileño.
- 1989: Lee Jong-suk, actor y modelo surcoreano.
- 1989: Logan Henderson, actor y cantante estadounidense, de la banda Big Time Rush.
- 1989: Oier Olazábal, futbolista español.
- 1989: Jimmy Butler, baloncestista estadounidense.
- 1990: Santiago "Morro" García, futbolista uruguayo (f. 2021).
- 1990: Juwon Oshaniwa, futbolista nigeriano.
- 1990: Hirotaka Mita, futbolista japonés.
- 1991: Nana, actriz, cantante y modelo surcoreana.
- 1991: Roberto Crivello, futbolista italiano.
- 1991: Ronnie Hillman, jugador de fútbol americano estadounidense (f. 2022).
- 1991: Shayne Topp, actor estadounidense.
- 1992: Karl Toko Ekambi, futbolista camerunés.
- 1992: Renê Rodrigues Martins, futbolista brasileño.
- 1992: Gerardo Negrete, futbolista panameño.
- 1992: Saulo Guerra, futbolista boliviano.
- 1993: Noah Sadaoui, futbolista marroquí.
- 1993: Diogo Alexis Rodrigues Coelho, futbolista portugués.
- 1993: Takaharu Nishino, futbolista japonés.
- 1993: Marlon Cornejo, futbolista salvadoreño.
- 1994: Oumar Tourade Bangoura, futbolista guineano (f. 2014).
- 1994: Foxy Di, actriz pornográfica rusa.
- 1994: Franco Soldano, futbolista argentino.
- 1994: Léo Dubois, futbolista francés.
- 1994: Fahad Al-Muwallad, futbolista saudí.
- 1994: Hassan Al-Habib, futbolista saudí.
- 1994: Yumemi Kanda, futbolista japonés.
- 1994: Akari Kurishima, futbolista japonés.
- 1995: Héctor Hernández Marrero, futbolista español.
- 1995: Fernando Calero, futbolista español.
- 1995: Pape Abou Cissé, futbolista senegalés.
- 1995: Yuto Koizumi, futbolista japonés.
- 1997: Benjamin Ingrosso, cantante y compositor sueco.
- 1997: Simon Olsson, futbolista sueco.
- 1997: Roberto Corral García, futbolista español.
- 1998; Viktor Johansson, futbolista sueco.
- 1998: Yostin Salinas, futbolista costarricense.
- 2000: Han, rapero, letrista, compositor y productor surcoreano integrante de Stray Kids
- 2000: Ethan Ampadu, futbolista británico.
- 2000: Alejandro Asensio, futbolista español.
- 2000: Javier Hernández Tarroc, futbolista español.
- 2000: Indrit Tuci, futbolista albanés.
- 2001: Shaniel Thomas, futbolista jamaicano.
- 2002: Iker Bachiller, futbolista español.
- 2002: Pape Matar Sarr, futbolista senegalés.
- 2003: Marc Casadó, futbolista español.
- 2003: Moustapha Cissé, futbolista guineano.
- 2007: Heo Jung-eun, actriz surcoreana.

## Fallecimientos
- 9 a. C.: Druso el Mayor, militar romano (n. 38 a. C.).
- 258: Cipriano de Cartago, obispo cartaginés (n. c. 200).
- 407: Juan Crisóstomo, obispo de Constantinopla (actual Estambul) y santo católico (n. 347).
- 585: Bidatsu, emperador japonés (n. 538).
- 775: Constantino V, emperador bizantino (n. 718).
- 786: Al-Hadi, califa abásida, hermano de Harún al-Rashid (n. 764).
- 891: Esteban V, papa romano (n. ?).
- 1146: Zengi, gobernador sirio (n. 1087).
- 1164: Sutoku, emperador japonés (n. 1119).
- 1214: Alberto de Jerusalén, obispo italiano, patriarca de Jerusalén (n. c. 1149).
- 1321: Dante Alighieri, poeta italiano (n. c. 1265).
- 1404: Alberto IV de Austria, rey austriaco (n. 1377).
- 1435: Juan de Lancaster, regente francés, hijo del rey Enrique IV de Inglaterra (n. 1389).
- 1523: Adriano VI, papa católico (n. 1459).
- 1538: Enrique III de Nassau-Breda, aristócrata neerlandés (n. 1483).
- 1560: Anton Fugger, comerciante alemán (n. 1493).
- 1638: John Harvard, teólogo estadounidense (n. 1607).
- 1709: Luis Fernández Portocarrero, eclesiástico y político español, arzobispo de Toledo (n. 1635).
- 1712: Giovanni Cassini, astrónomo e ingeniero ítalo-francés (n. 1625).
- 1715: Pierre Pérignon, monje francés (n. 1638).
- 1730: Sophia Elisabet Brenner, escritora sueca (n. 1659).
- 1743: Nicolas Lancret, pintor francés (n. 1690).
- 1759: Louis-Joseph de Montcalm, comandante francés (n. 1712).
- 1767: José de Iturriaga militar y político español (n. 1699).
- 1800: Juan Ignacio González del Castillo, comediógrafo español (n. 1763).
- 1812: Juan José Crespo y Castillo, procede de la Independencia del Perú (n. 1747).
- 1836: Aaron Burr, vicepresidente estadounidense (n. 1756).
- 1851: James Fenimore Cooper, escritor estadounidense (n. 1789).
- 1852: Augustus Pugin, arquitecto británico (n. 1812).
- 1852: Arthur Wellesley, duque de Wellington, general y primer ministro británico (n. 1769).
- 1867: Diego José de Rejas Peralta, religioso agustino y predicador mexicano (n. 1807).
- 1901: William McKinley, 25.º presidente estadounidense; asesinado (n. 1843).
- 1904: Manuel Ossorio y Bernard, periodista español (n. 1839).
- 1905: Pierre Savorgnan de Brazza, explorador francés (n. 1852).
- 1916: José Echegaray, ingeniero, dramaturgo y político español, premio Nobel de Literatura en 1904 (n. 1832).
- 1918: Eduardo Torroja y Caballé, matemático español (n. 1847).
- 1927: Hugo Ball, poeta dadaísta alemán (n. 1886).
- 1927: Isadora Duncan, bailarina estadounidense (n. 1877).
- 1936: Irving Thalberg, productor de cine estadounidense (n. 1899).
- 1937: Tomás Masaryk, político moraviano, fundador de Checoslovaquia (n. 1850).
- 1951: Fritz Busch, director de orquesta y músico alemán (n. 1890).
- 1960: Eloy Vaquero Cantillo, político español (n. 1888).
- 1969: James Anderson, actor estadounidense de cine y televisión (n. 1921).
- 1970: Rudolf Carnap, filósofo alemán (n. 1891).
- 1970: María Ros, soprano española (n. 1891).
- 1971: Manuel Cisneros Sánchez, periodista y político peruano (n. 1904).
- 1977: Sandra Mozarowsky, actriz española (n. 1958).
- 1979: Pastora Imperio, cantante y bailaora española (n. 1889).
- 1981: Furry Lewis, guitarrista estadounidense de blues (n. 1899).

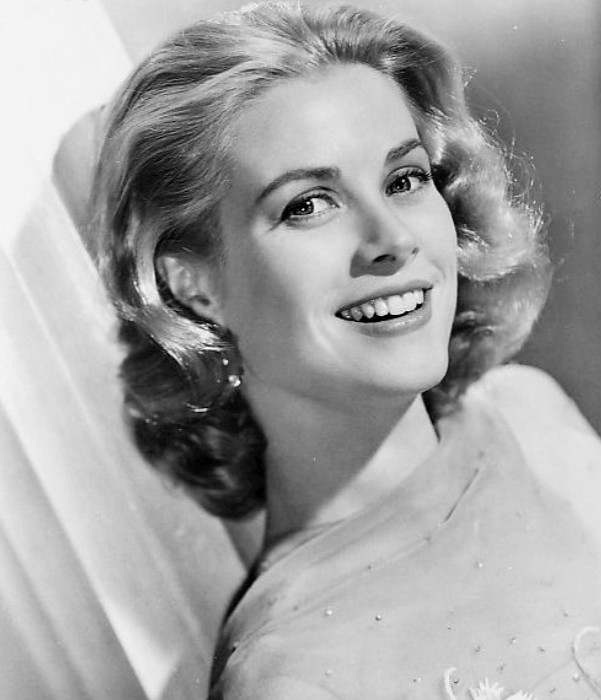
Grace Kelly

- 1982: Kristján Eldjárn, político islandés (n. 1916).
- 1982: Christian Ferras, violinista francés (n. 1933).
- 1982: Bashir Gemayel, político libanés (n. 1947).
- 1982: Grace Kelly, actriz estadounidense y princesa de Mónaco (n. 1929).
- 1983: Alberto Dalbes, actor argentino (n. 1922).
- 1984: Janet Gaynor, actriz estadounidense (n. 1906).
- 1984: Lino Palacio, historietista y dibujante argentino (n. 1903).
- 1985: Joselito Rodríguez, actor y cineasta mexicano (n. 1907).
- 1989: Dámaso Pérez Prado, músico y compositor cubano (n. 1916).
- 1989: Nicolás Cabrera, científico español (n. 1913).
- 1995: María Matilde Almendros, locutora de radio y actriz española (n. 1922)
- 1996: Juliet Prowse, bailarina y actriz anglo-estadounidense (n. 1936).
- 1998: Yang Shangkun, presidente chino (n. 1907).
- 1999: Charles Crichton, cineasta británico (n. 1910).
- 1999: Eddy Gaytán, acordeonista, compositor, productor musical y arreglista argentino-cubano (n. 1929).
- 1999: André Kostolany, especulador estadounidense (n. 1906).
- 2000: Mauricio Wacquez, escritor y filósofo chileno (n. 1939).
- 2002: LaWanda Page, actriz estadounidense (n. 1920).
- 2002: Lolita Torres, actriz y cantante argentina (n. 1929).
- 2003: John Serry Sr. acordeonista, organista, compositor, profesor, italo-americano (n. 1915).
- 2004: Carlos Coda, marino argentino (n. 1918).
- 2005: Vladimir Volkoff, escritor francés (n. 1932).
- 2005: Robert Wise, cineasta estadounidense (n. 1914).
- 2005: Frances Newton, criminal estadounidense, primera mujer afrodescendiente en ser ejecutada en Texas desde el siglo XIX (n. 1965).
- 2006: Mickey Hargitay, fisicoculturista y actor húngaro (n. 1926).

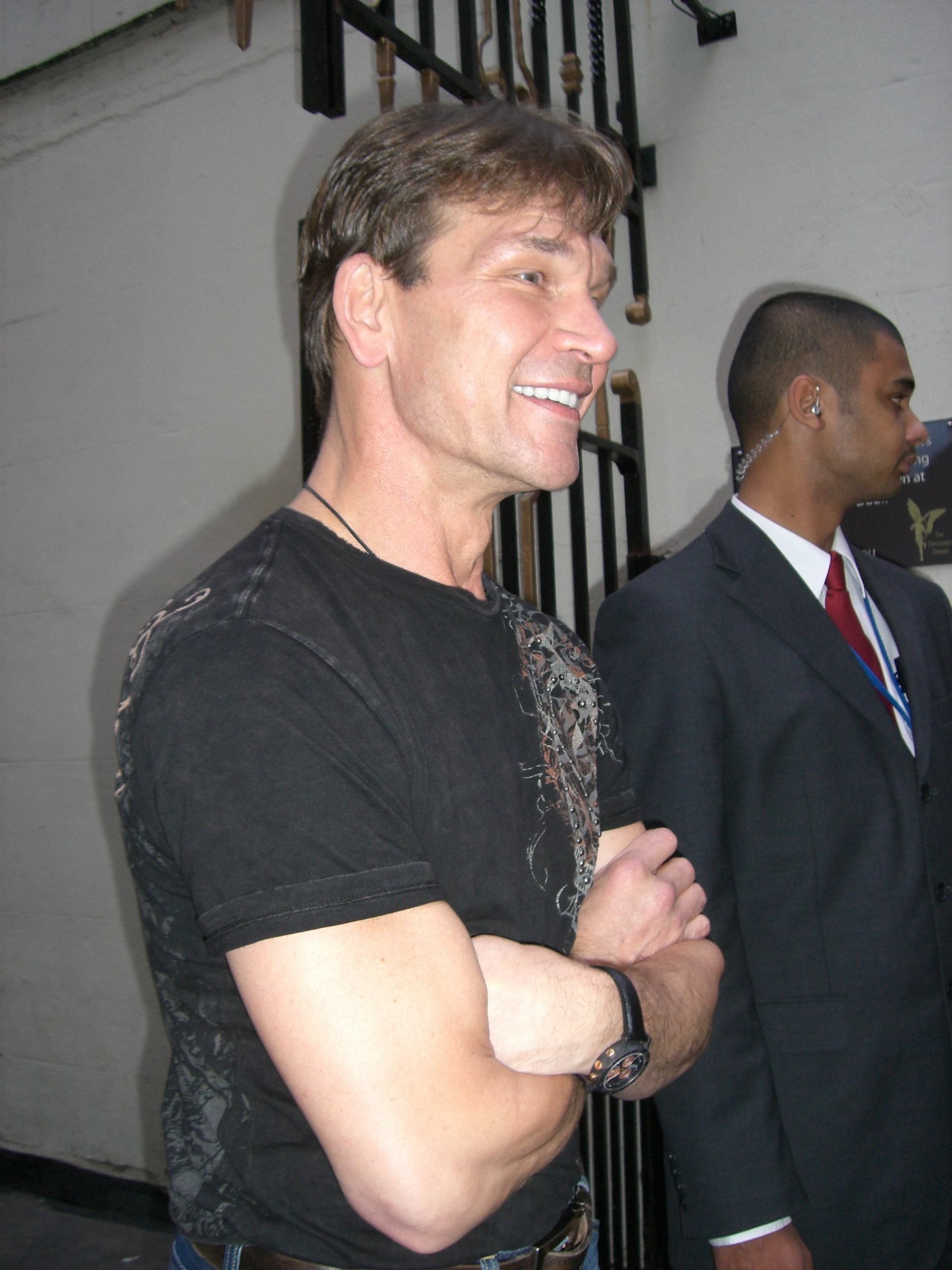
Patrick Swayze

- 2006: José Antonio Nieves Conde, cineasta y periodista español (n. 1911).
- 2007: Emilio Ruiz del Río, cineasta español (n. 1923).
- 2007: Benny Vansteelant, atleta belga (n. 1976).
- 2007: Desiderio Hernández Xochitiotzin, pintor muralista mexicano (n. 1922).
- 2009: Patrick Swayze, actor, bailarín y cantautor estadounidense (n. 1952).
- 2010: Jorge Vidal, cantante de tango argentino (n. 1924).
- 2011: Jorge Lavat, actor mexicano (n. 1933).
- 2011: Teodosio Aguirre, futbolista chileno (n. 1910).
- 2012: Louis Simpson, poeta jamaicano (n. 1923).
- 2013: Jorge Pedreros, actor y comediante chileno (n. 1942).
- 2018: Carlos Rubira Infante, compositor ecuatoriano (n. 1921).
- 2020: Gregorio Badeni, jurista y académico argentino (n. 1943).
- 2021: Norm Macdonald (61), comediante, escritor y actor canadiense (n. 1959).
- 2022: Irene Papas (96), actriz griega (n. 1926).
- 2022: Horacio Accavallo (87), boxeador argentino (n. 1934).
- 2022: Henry Silva (95), actor estadounidense (n. 1926).

## Celebraciones
- Día Mundial de la Dermatitis Atópica.[3]
- Día Mundial de los Primeros Auxilios.
- Noche Internacional de Observación de la Luna.[4]

 Por países
(Por orden alfabético)
- Argentina:
  - Día del Cartero.[5]
  - Día del Boxeador.[6]
    -  Misiones:
    - Aniversario de Cerro Azul (hace ya 91 años, 10 meses y 27 días).[7]

- Bolivia: 
  - Aniversario del departamento de Cochabamba.

- Costa Rica:
  - Día Nacional de la Gestión Comunitaria del Agua.[8]

- India:
  - Día del Hindi (estados hindihablantes).

- México:
  - Día Nacional del Charro.[9]
  - Día Nacional del Locutor.
    - En la Ciudad de México, Día de las Mexicanas Anónimas Forjadoras de la República.[10]

- Nicaragua:
  - Día de San Jacinto.

- Rumania:
  - Día del Ingeniero.

- Ucrania:
  - Día de los Militares Movilizados.

### Santoral católico
- Exaltación de la Santa Cruz.[11]
- Señor de los Milagros.

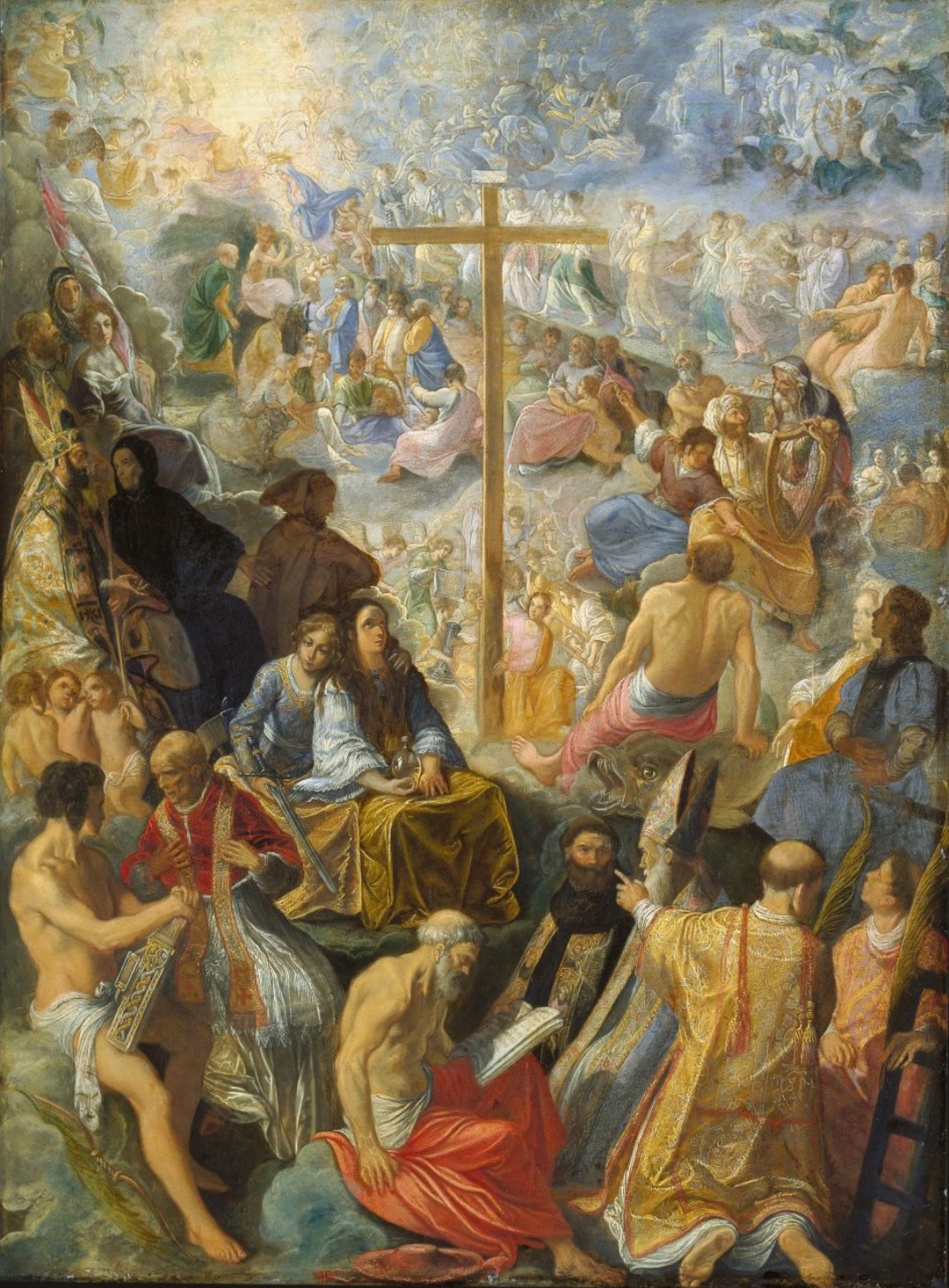
Exaltación de la Santa Cruz, de Adam Elsheimer.

- San Cornelio, papa y mártir (252).
- San Cipriano de Cartago, obispo (258).
- San Materno de Colonia Agripina, obispo (314).[12]
- San Juan Crisóstomo, obispo (407).
- San Pedro de Tarantasia, obispo (1174).
- San Alberto de Castro Gualteri, obispo (1215).
- Santa Notburga de Eben, virgen (1313).[13]
- Beato Claudio Laplace, presbítero y mártir (1794).
- San Gabriel Taurino Dufresse, obispo y mártir (1815).